# Gnotzheim
Gnotzheim är en köping (Markt) i Landkreis Weißenburg-Gunzenhausen i Regierungsbezirk Mittelfranken i förbundslandet Bayern i Tyskland.
Köpingen ingår i kommunalförbundet Hahnenkamm tillsammans med köpingen Heidenheim och kommuen Westheim.